# Памятник Паниковскому (Киев)
Па́мятник Паниковскому — памятник Михаилу Самуэлевичу Паниковскому, одному из персонажей романа Ильи Ильфа и Евгения Петрова «Золотой телёнок». Установлен в 1998 году невдалеке от угла Крещатика и Прорезной, где будущий «сын лейтенанта Шмидта» до революции зарабатывал на жизнь карманными кражами, действуя под видом слепого, благодаря чему, по его словам, «был богатый человек».

## Описание
Памятник выполнен из бронзы. Статуя имеет портретное сходство с Зиновием Гердтом в образе Паниковского, роль которого актёр сыграл в фильме М. Швейцера. Фигура высотой 1,97 м изображает слепого с тросточкой и в тёмных очках, в шляпе-канотье и с ложкой на цепочке в нагрудном кармане. Левая нога спешит наступить на монету — чтобы никто не забрал. Если поднести зеркало снизу к подошве левого ботинка, то любопытный зритель, преклонив колено перед «великим слепым», будет вознаграждён: сможет узреть фигу, красующуюся на подмётке.
Авторы памятника — скульпторы Виталий Сивко и Владимир Щур, архитектор Владимир Скульский.

## История
Изначально неподалёку от нынешнего месторасположения памятника в 1992 году появилась мемориальная доска с текстом, в котором сообщалось, что здесь ранее промышлял великий слепой Паниковский. Спустя 6 лет мемориальную доску сменил памятник, который был открыт 31 мая 1998 года.
Палочка «слепого» часто становится добычей воров-вандалов (в связи с чем планируется установка камеры слежения).
- Фрагмент: рука
- Фрагмент: голова